# Pegasus Records
Pegasus Records war ein britisches Plattenlabel.
Das progressive Tochterlabel der Plattenfirma B&C brachte ab 1970 eine Reihe von 14 Langspielplatten mit Interpreten ganz unterschiedlicher Stilrichtungen heraus. Pegasus 1, das dritte Album der britischen Rockband Atomic Rooster konnte Platz 18 der britischen Charts erreichen. Pegasus 9 von Steeleye Span wurde 1976 auf Mooncrest Records, einem weiteren Sublabel von B&C wiederveröffentlicht.
Einige der Pegasus-Alben sind heute unter Sammlern sehr begehrt und werden dementsprechend hoch gehandelt.

## Diskografie
- PEG 1: Atomic Rooster – In Hearing of Atomic Rooster
- PEG 2: Riccotti & Albuquerque – First Wind
- PEG 3: Three Man Army – A Third of a Lifetime
- PEG 4: Big Sleep – Bluebell Wood
- PEG 5: Andy Roberts – Nina and the Dream Tree
- PEG 6: Martin Carthy & Dave Swarbrick – Selections
- PEG 7: Shirley & Dolly Collins – No Roses
- PEG 8: Fuchsia – Fuchsia
- PEG 9: Steeleye Span – Ten Men Mop
- PEG 10: Nazareth – Nazareth
- PEG 11: Ritchie Francis – Songbird
- PEG 12: Martin Carthy – Shearwater
- PEG 13: Spirogyra – Old Boot Wine
- PEG 14: Nazareth – Exercises